# Washington Spirit
Washington Spirit ist ein Frauenfußballfranchise aus Washington, D.C. Es wurde 2012 gegründet und spielt seit 2013 in der National Women’s Soccer League, der höchsten Liga im Frauenfußball in den USA.

## Geschichte
Am 24. November 2012 wurde die Gründung einer neuen Frauenfußballprofiliga in den USA bekanntgegeben. Es wurde auch veröffentlicht, dass ein Team aus Washington, D.C. teilnehmen wird.
Am 11. Dezember 2012 wurde bekanntgegeben, dass das neue Franchise aus Washington, D.C. den Namen Washington Spirit tragen wird – und nicht, wie zunächst angenommen, D.C. United Women.
In der ersten Saison belegte das Team mit lediglich 14 Punkten (3 Siege, 5 Unentschieden, 14 Niederlagen) in 22 Spielen den achten und letzten Tabellenplatz.
Erfolgreicher verlief das Jahr 2014: Washington erreichte mit dem vierten Platz nach der regulären Saison die Play-offs. Am Ende war man zwar punktgleich mit dem Fünften, den Chicago Red Stars, hatte jedoch den direkten Vergleich für sich entschieden. Im Halbfinale scheiterte das Team allerdings am Seattle Reign FC.
Auch 2015 belegte das Franchise nach der regulären Saison den 4. Platz, der zur Teilnahme an den Play-offs berechtigte. Hier verlor das Team jedoch wie im Vorjahr im Halbfinale gegen Seattle.
Die Saison 2016 war die bisher erfolgreichste des Franchises. Die reguläre Saison schloss das Team auf dem zweiten Platz hinter dem Portland Thorns FC ab und erreichte damit zum dritten Mal in Folge die Play-offs. Im anschließenden Halbfinale besiegte man die Chicago Red Stars mit 2:1 nach Verlängerung und gelangte so ins Finale. Dieses ging allerdings gegen Western New York Flash im Elfmeterschießen verloren, nachdem es nach Verlängerung 2:2 gestanden hatte.
Im darauffolgenden Jahr 2017 erfolgte der Absturz in den Tabellenkeller – das Team belegte mit nur fünf Siegen aus 24 Saisonspielen den 10. und damit letzten Platz in der regulären Saison. Die Saison 2018 verlief noch erfolgloser: dem Team gelangen nur zwei Siege in 24 Spielen und es belegte nach Abschluss der regulären Saison den achten Platz. Trainer Jim Gabarra wurde im August entlassen und interimsweise durch Co-Trainer Tom Torres ersetzt.
Vor der Saison 2019 übernahm der Engländer Richie Burke das Traineramt bei Washington. Unter ihm konnte sich das Team deutlich verbessern und schloss die Spielzeit auf dem fünften Tabellenplatz ab. Damit wurde der Einzug in die Play-offs nur knapp verpasst.

## Stadion
- Maryland SoccerPlex; Germantown, Maryland (2013–2020)
- Audi Field; Washington, D.C. (ab 2020)
- Segra Field; Leesburg, Virginia (ab 2020)

Von 2013 bis 2018 trug Washington Spirit seine Heimspiele ausschließlich im Maryland SoccerPlex aus, der eine Kapazität von 5.126 Zuschauern hat.
2019 spielte Spirit weiterhin im SoccerPlex, bestritt jedoch zwei seiner Heimspiele im Audi Field, der Heimat des MLS-Teams D.C. United.
2020 sollte das Team in drei Stadien Heimspiele bestreiten, davon vier im SoccerPlex, vier im Segra Field und vier im Audi Field. Das Segra Field ist die Heimat des Loudoun United FC, der in der USL Championship spielt. Washington Spirit wird den SoccerPlex nach 2020 vollständig verlassen. In der Saison 2021 plant der Klub, sieben Heimspiele im Audi Field und die restlichen fünf im Segra Field zu bestreiten.

## Trainer
- 2013: Mike Jorden
- 2013–2015: Mark Parsons
- 2016–2018: Jim Gabarra
- 2018: Tom Torres
- 2019–2021: Richie Burke[4]
- 2021–22: Kris Ward
- 27. August 2022: Angela Salem
- 2. September bis 21. November 2022: Albertin Montoya
- 2023: Mark Parsons
- seit 2024: Adrián González

## Spielerinnen und Mitarbeiter

### Aktueller Kader
Stand: 12. Mai 2024
| Nr. |                    | Position | Name                       |
| --- | ------------------ | -------- | -------------------------- |
| 1   | Vereinigte Staaten | TW       | Aubrey Kingsbury (Kapitän) |
| 2   | Vereinigte Staaten | ST       | Trinity Rodman 1           |
| 3   | Vereinigte Staaten | AB       | Casey Krueger              |
| 4   | Vereinigte Staaten | ST       | Lena Silano 1              |
| 5   | Frankreich         | AB       | Annaïg Butel               |
| 6   | Vereinigte Staaten | AB       | Kate Wiesner 1             |
| 7   | Vereinigte Staaten | MF       | Croix Bethune 1            |
| 8   | Vereinigte Staaten | MF       | Makenna Morris 1           |
| 9   | Vereinigte Staaten | AB       | Tara McKeown 1             |
| 11  | Vereinigte Staaten | ST       | Ouleymata Sarr             |
| 12  | Vereinigte Staaten | MF       | Andi Sullivan              |
| 13  | Vereinigte Staaten | MF       | Brittany Ratcliffe         |

| Nr. |                    | Position | Name                 |
| --- | ------------------ | -------- | -------------------- |
| 14  | Kanada             | AB       | Gabrielle Carle      |
| 16  | Vereinigte Staaten | MF       | Courtney Brown 1     |
| 17  | Vereinigte Staaten | MF       | Hal Hershfelt 1      |
| 18  | Vereinigte Staaten | TW       | Lyza Bosselmann 1    |
| 19  | Vereinigte Staaten | ST       | Civana Kuhlmann 1    |
| 21  | Vereinigte Staaten | MF       | Anna Heilferty 1     |
| 22  | Vereinigte Staaten | AB       | Heather Stainbrook 1 |
| 26  | Vereinigte Staaten | MF       | Paige Metayer 1      |
| 28  | Vereinigte Staaten | TW       | Nicole Barnhart      |
| 30  | Vereinigte Staaten | AB       | Camryn Biegalski     |
| 33  | Vereinigte Staaten | ST       | Ashley Hatch         |
| 39  | Vereinigte Staaten | ST       | Chloe Ricketts       |

### Trainerstab
- Adrián González (Trainer)
- Mike Bristol (Co-Trainer)
- Mami Yamaguchi (Co-Trainerin)

## Reserve
Es gab bereits in der W-League ein Franchise namens D.C. United Women, das derselben Organisation wie Washington Spirit gehörte. Seit 2013 dient es unter dem Namen Washington Spirit Reserves als Reserve von Washington Spirit.

## Saisonstatistik
| Jahr | Liga | Reguläre Saison                               | Play-offs                                     | Zuschauerdurchschnitt 1                       | Erfolgreichste Torschützin 1                  |
| ---- | ---- | --------------------------------------------- | --------------------------------------------- | --------------------------------------------- | --------------------------------------------- |
| 2013 | NWSL | 8. Platz                                      | nicht qualifiziert                            | 3.620                                         | Diana Matheson (8)                            |
| 2014 | NWSL | 4. Platz                                      | Halbfinale                                    | 3.335                                         | Jodie Taylor (11)                             |
| 2015 | NWSL | 4. Platz                                      | Halbfinale                                    | 4.084                                         | Crystal Dunn (15)                             |
| 2016 | NWSL | 2. Platz                                      | Finale                                        | 3.782                                         | Estefanía Banini (5)                          |
| 2017 | NWSL | 10. Platz                                     | nicht qualifiziert                            | 3.491                                         | Mallory Pugh (6)                              |
| 2018 | NWSL | 8. Platz                                      | nicht qualifiziert                            | 3.892                                         | Ashley Hatch (4)                              |
| 2019 | NWSL | 5. Platz                                      | nicht qualifiziert                            | 6.138 2                                       | Ashley Hatch (7)                              |
| 2020 | NWSL | Wegen der COVID-19-Pandemie nicht ausgetragen | Wegen der COVID-19-Pandemie nicht ausgetragen | Wegen der COVID-19-Pandemie nicht ausgetragen | Wegen der COVID-19-Pandemie nicht ausgetragen |
| 2021 | NWSL | 3. Platz                                      | Sieger                                        | 4.130                                         | Ashley Hatch (10)                             |
| 2022 | NWSL | 11. Platz                                     | nicht qualifiziert                            | 6.222                                         | Ashley Hatch (9)                              |
| 2023 | NWSL | 8. Platz                                      | nicht qualifiziert                            | 10.886                                        | Ashley Hatch (9)                              |